# Morpho hercules
La morfo hércules (Morpho hercules) es una especie de lepidóptero ditrisio del género Morpho, de la familia Nymphalidae. Habita en regiones selváticas de Sudamérica.

## Taxonomía y características
Esta especie monotípica fue descrita originalmente en el año 1823 por el entomólogo sueco Johan Wilhelm Dalman, bajo el nombre científico de Papilio hercules.
Pertenece al subgénero Iphimedeia Fruhstorfer, 1912, y dentro de este, al grupo Hercules.  

## Distribución geográfica
Morpho hercules se distribuye en selvas de Sudamérica, habitando en el Brasil, con registros en los estados de: Minas Gerais, Río de Janeiro y Santa Catarina; también en el Paraguay y en el nordeste de la Argentina,  en la provincia de Misiones, donde es protegida, por ejemplo en el parque nacional Iguazú.
También está citada en Colombia por el norte.

## Costumbres
Morpho hercules es una mariposa grande, llamativa, de vuelo poderoso, lento, ondulante, a baja o media altura, con habituales planeos y bruscos aleteos, generalmente recorriendo senderos en sectores umbríos y húmedos de las selvas donde habita. Se posa sobre frutos fermentados que caen al piso, o sobre excrementos. Al ser asustada se aleja de la amenaza hacia sectores densos volando rápida y erráticamente para desorientar a la fuente de peligro, aumentando la celada posándose de repente para quedar totalmente quieta y con las alas cerradas, confiando en su mimetismo alar ventral.